# Curtis Young
Curtis Young, anciennement connu sous le nom de Hood Surgeon, né le 15 décembre 1981 à Paramount, en Californie, est un rappeur et disc jockey américain. Il est le fils de Dr. Dre.

## Biographie
Curtis Young est né en décembre 1981 à Paramount, en Californie. Durant sa jeunesse, lui et sa mère emménagent à Compton. Ce n'est qu'à l'âge de douze ans qu'il découvre être le fils du rappeur Dr. Dre. Sachant cela, il finira par s'intéresser au hip-hop et à connaître véritablement son père à l'âge de 21 ans. Young explique : « avoir découvert que Dre était mon père, ça a changé ma vie, et je n'oublierai jamais ce moment. Je remercie le ciel à chaque fois que je me réveille. »
Young emprunte le surnom de Hood Surgeon, inspiré du nom de scène de Dr. Dre. Suivant les traces de son père, il décide de fonder son propre label indépendant, So Hood Records, et signe rapidement de nouveaux artistes originaires de Compton,. Il apprend également la production musicale. Après la publication de quelques mixtapes, Hood Surgeon se popularise à l'échelle nationale, aux États-Unis, et sur Internet en 2006. L'année suivante, en 2007, Surgeon publie deux singles, Paradise et All I Need. En mai 2007, il publie le single Daddy Was a Dr.. Ces singles précèdent la sortie de son premier album, The Autopsy of Curtis Young le 24 juillet 2007.
Lors d'un entretien avec le magazine Chicago Music, Young annonce avoir abandonné son ancien nom de scène Hood Surgeon, expliquant que « Hood Surgeon ne représentait qu'une image. Curtis Young est le vrai personnage. Hood Surgeon était un genre d'incroyable Hulk. Tu as un mec plutôt sympa à l'intérieur, et Hood Surgeon était mon incroyable Hulk. » Toujours en 2013, Young annonce une tournée dans huit villes appelée Cali Spring,. Il annonce également la venue d'une émission de téléréalité appelée Seeds of Hip Hop, aux côtés des fils d'Eazy E, de MC Ren, d'E40 et de Jam Master.

## Discographie

### Albums studio
- 2007 : Son of a Doctor
- 2008 : The Legacy Continues...
- 2010 : Product of My DNA

### Mixtapes
- 2006 : The Autopsy
- 2007 : The Family Tree
- 2008 : The Family Tree 2
- 2008 : The Autopsy 2